# 10015 Валенлебедєв
10015 Валенлебедєв (10015 Valenlebedev) — астероїд головного поясу, відкритий 27 вересня 1978 року.
Тіссеранів параметр щодо Юпітера — 3,637.